# Microtus lavernedii
Microtus lavernedii (полівка середземноморська) — вид мишоподібних ссавців з родини хом'якових.

## Морфологія
Вид важко відрізнити від M. agrestis s. s. Розбіжність між видами оцінюють в 18 500 років тому. Подібні розбіжні лінії, можливо, існували раніше в четвертинному періоді в межах комплексу видів agrestis, але ідентифікувати їх за їхніми викопними останками є проблемою. Кілька характеристик на трикутниках різняться між двома видами, наприклад, менш різкий T2 (морфологія моляра) на M. lavernedii, ніж у типового M. agrestis. 

## Середовище проживання
Проживає на півдні Європи: пн.-сх. Іспанія, Франція, Швейцарія, Італія, Австрія, Словенія, Угорщина, Хорватія, Боснія та Герцеговина, пн.-сх. Сербія.
Особини цього виду віддають перевагу водно-болотним місцям проживання, уникаючи при цьому закритих пологових лісів.